# Santos FC (Macapá)
Santos FC is een Braziliaanse voetbalclub uit Macapá in de staat Amapá. 

## Geschiedenis
De club werd opgericht in 1973 en won tot dusver zeven keer het staatskampioenschap. De club speelt sinds 1998 in de profcompetitie van het Campeonato Amapaense, met uitzondering van seizoen 2005. In 2014 bereikte de club de tweede ronde van de Série D en werd daar uitgeschakeld door Londrina. 

## Erelijst
Campeonato Amapaense
2000, 2013, 2014, 2015, 2016, 2017, 2019

## Stadion
Het Estádio Olímpico Milton de Souza Corrêa, zoals het stadion voluit noemt, wordt door meerdere voetbalclubs uit de Campeonato Amapaense gebruikt, zoals Trem DC, EC Macapá, Ypiranga Clube en São Paulo FC (Macapá).
Een trivia over dit stadion is dat de evenaar door het Zerão loopt.